# Dansgaard-Oeschger-cyclus

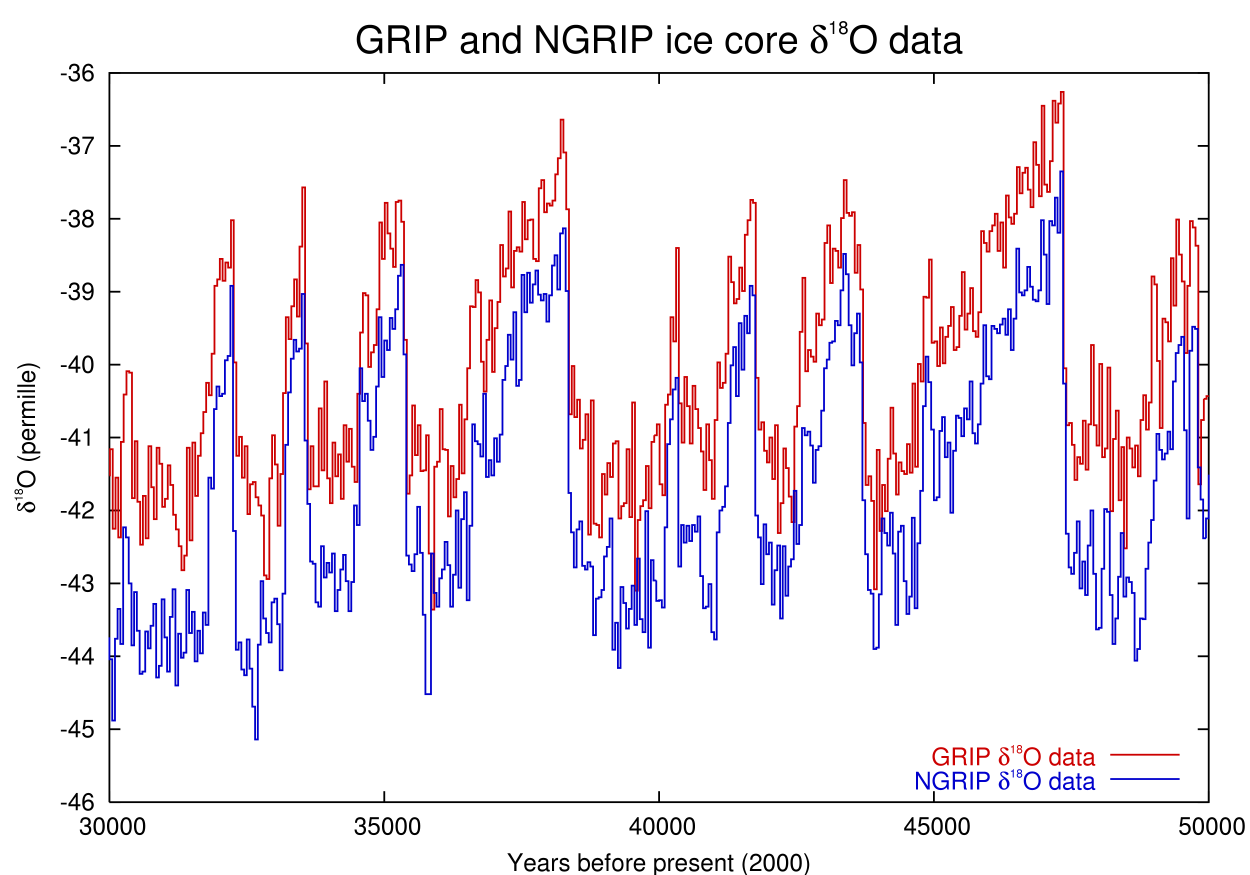
Zuurstofisotopengrafiek over de periode tussen 50 ka en 30 ka, gebaseerd op twee verschillende Groenlandse ijskernen. De Dansgaard-Oeschger-cycli zijn duidelijk zichtbaar als periodiek variaties in de δ^{18}O-waarde.

Dansgaard-Oeschger-cycli (ook wel oscillaties of events) zijn snelle klimaatsfluctuaties, die plaatsvinden elke 1470 (± 532) jaar. Klimatologen hebben 23 van zulke fluctuaties ontdekt tussen 110.000 en 23.000 jaar geleden. Ze zijn sterk gerelateerd aan Heinrich-events. Dansgaard-Oeschger-cycli en Heinrich events worden soms geclusterd in Bond cycli, die niet verward moeten worden met de Holocene Bond-events. De Dansgaard-Oeschger-cycli zijn genoemd naar de Deen Willi Dansgaard en de Zwitser Hans Oeschger.

## Herkenning
Dansgaard-Oeschger-cycli worden herkend aan de hand van zuurstofisotopenanalyse van ijs of sediment. De cycli komen naar voren als opvallende periodieke variaties in de δ18O-waarde. De Dansgaard-Oeschger-cycli zijn als eerste vastgesteld in ijskernen uit Groenland. Later zijn ze ook aangetoond in diepzeekernen uit de Atlantische Oceaan. In ijskernen uit Antarctica is het signaal van de cycli minder sterk en wellicht ook niet helemaal in fase met dat op het noordelijk halfrond.

## Gevolgen
De gevolgen voor het noordelijk halfrond zijn achtereenvolgens een periode van globale opwarming die enkele tientallen jaren duurt, waarna een periode volgt van geleidelijke afkoeling. Deze periode kan langer duren dan de periode van globaal opwarming. Deze cycli hebben zich onder andere voorgedaan op Groenland 11,500 jaar geleden. In 40 jaar warmden de ijskappen daar 8 graden Celsius op.

## Oorzaken
De processen die de omvang en timing van deze cycli op het noordelijk halfrond bepalen zijn nog onduidelijk. De meest algemene hypothese is dat de cycli verband houden met veranderingen in de oceaancirculatie in de Atlantische Oceaan. Het patroon op het zuidelijk halfrond is iets anders dan die op het noordelijke. Hier gebeuren de fluctuaties langzamer en minder heftig. De oorzaak hiervan is mogelijk dat verandering in de Atlantische oceaancirculatie een ander of zelfs tegengesteld effect heeft op het noordelijk en het zuidelijk halfrond. Dit hypothetische mechanisme wordt wel aangeduid als de Bipolar seesaw (Engels: bipolaire wip).